# Taymur Streng
Taymur Streng (* 5. Juli 1962 in Riesa in Sachsen; † zwischen dem 29. April und dem 15. Mai 2022 in Berlin) war ein deutscher Komponist, der hauptsächlich im Rahmen der Neuen und zeitgenössischen Musik sowie der Elektronischen Musik, Computermusik und des Deep Listening arbeitete.

## Biografie
Nach der allgemeinbildenden Schule in Sonneberg (Thüringen) erfolgte 1979 der Umzug nach Berlin, wo er erste Experimente mit Elektroakustischer Musik, unter anderem dem Eigenbau von Instrumenten, unternahm. Als obsessiver Bastler von Analog-Synthesizern und Keyboard-Effekten entwickelte er in der Folge Sequenzer und „musik-erzeugende Programme“.
In den 1980er Jahren war Taymur Streng 1988 Mitbegründer der Kult-Dark-Wave-Band Neun Tage in der DDR, Musiker in diversen Bands des DDR-Magnettonband-Undergrounds der Achtziger Jahre und spielte in seinem Mahlsdorfer Studio mit Ornament & Verbrechen. In diese Zeit fällt auch die Teilnahme am Ferienkurs für Zeitgenössische Musik in Gera und der Klasse für Elektroakustische Musik, die zu der Zeit von Lothar Voigtländer und Gerald Bennett geleitet wurde. 1991 folgte ein Duo-Projekt mit Ziggy Schöning von der West-Berliner Underground- und Avantgarde-Band DIN A Testbild und weitere Aufnahmen mit Rene Glofke von Neun Tage. 1995 gründete Streng mit Manfred Machlitt und Dirk Specht das elektronische Ensemble Kunstkopf. Später kam Patrick Laschet hinzu. Als Techniker hat er Aufnahmen zum Beispiel von Floating di Morel betreut. Mit Kunstkopf wurde er 1996 Newcomer des Jahres beim Berliner Rockwettbewerb Metrobeat. 1997 entwarf die Band den Soundtrack zur Multimedia-Oper Extrasense – die Vorhersage für die Internationale Theaterwerkstatt Schloss Bröllin. Kunstkopf produzierte zwei Alben und spielte 2001 im Rahmen des Programms der Kulturhauptstadt Europa in Rotterdam.
Bereits 1995 nahm Streng ein Kompositionsstudium Tonsatz und Gehörbildung bei Helmut Zapf auf und lernte Klavier bei Daniel Werts und Ellen Hünigen. Kompositorische Anregungen bekam Streng auch von Georg Katzer, dessen Kurse für elektroakustische Musik an der Akademie der Künste er 1989/90 besuchte. Weiterhin nahm er an diversen Musik-Wettbewerben, Aufführungs-Zyklen und Musik-Wochen teil. Installationen und Performances folgten. Seit 1996 war Taymur Streng regelmäßig an der NoiseFactory des Hörbar e.V. Hamburg vertreten. Seit 2002 erstellte er Installationen unter anderem bei den Randspielen in Zepernick. Uraufführungen seiner Werke erfolgten bei den Intersonanzen in Potsdam und der Pyramidale in Berlin. Einige seiner Werke, so zum Beispiel die Elektronische Studie Nr. 7 und einige Teile des el-ac-Zyklus wurden von Matthias Schuster von den Geisterfahrern verfilmt. Seine Kompositionen für traditionelle Instrumente mit oder ohne elektronische Beigaben wurden von unterschiedlichen Interpreten aufgeführt. Darunter diverse Klavierstücke, ein Stück für Horn und Elektronik, Piece pour accordeon & electronique (var. facile), Weise mir Herr für fünfstimmigen Chor und elektronisches Zuspiel von 2018 oder Weise für Akkordeon und Kontrabass von 2020. Außerdem erschienen weitere Fragmente und Studien für traditionelle Instrumente (Klavier, Schlagzeug, Harfe, Horn, Bassklarinette, Akkordeon, Orgel, Gesang und Kontrabass) und elektronisches Zuspiel.
Taymur Streng Folgte Dem Weg: / Texte zu Kompositionen / mit Collagen, eine Collage aus Texten von Wolfgang Hilbig, der kurz vor der Uraufführung verstarb, initiiert von Helmut Zapf, wurde 2006 als Installation zu den Randspielen Zepernick uraufgeführt und 2014 bei CANDIRU Media veröffentlicht.
Seine Komponistentätigkeit verdiente Streng sich mit der Arbeit als Metallhandwerker und Bibliotheksfacharbeiter, zum Beispiel in der Kinderbibliothek und Phonothek in der Wörtherstraße, in der Bibliothek am Wasserturm und der Heinrich-Böll-Bibliothek in Prenzlauer Berg sowie einer Grundschule in Karow.

### el ac
Seit etwa 2012 entstand das monumentale etwa siebenstündige Werk el ac. Die Teile des Werks wurden seit 2020 sukzessive auf Strengs YouTube-Kanal in einer Playlist veröffentlicht. Die Visuals stammen ebenfalls von Taymur Streng.